# هارولد هوبكينز ميراندا
هارولد هوبكينز ميراندا (بالإنجليزية: Harold Hopkins Miranda)‏ هو موسيقي ومنتج أسطوانات وملحن أمريكي، ولد في 1971 في سانتورس ‏ في الولايات المتحدة.